# Monardella antonina
Monardella antonina är en kransblommig växtart som beskrevs av Hardham. Monardella antonina ingår i släktet Monardella och familjen kransblommiga växter.

## Underarter
Arten delas in i följande underarter:
- M. a. antonina
- M. a. benitensis